# Антипина, Варвара Степановна
Варвара Степановна Антипина (14 ноября 1890, Божонки, Ивановская область — 21 декабря 1985, Балахна ) — звеньевая льноводческого звена колхоза «3-й решающий год пятилетки» Пучежского района Ивановской области.

## Биография
Родилась в 1890 году в деревне Божонки Пучежского района Ивановской области в крестьянской семье. Русская. Долгое время батрачила «в чужих людях», селе Новая Гольчиха, под городом Вичугой у купца Морокина. После 1917 года с мужем и детьми вернулась в родную деревню.
В 1920-е годы семья Антипиных одной из первых вступила в сельхозартель, позднее колхоз «3-й решающий год пятилетки». Вскоре возглавила звено в бригаде Константина Федоровича Останина, стала инициатором социалистического соревнования среди льноводческих звеньев района за наивысшую урожайность льна. В 1948 году звено Варвары Антипинов получило рекордный урожай льна.
Указом Президиума Верховного Совета СССР от 12 марта 1949 года за получение высокого урожая льна Антипиной Варваре Степановне присвоено звание Героя Социалистического Труда с вручением ордена Ленина и золотой медали «Серп и Молот».
Продолжала работать в колхозе, получившим название «Заря коммунизма». В 1966 году вышла на пенсию. Проживала в деревне Елино Пучежского района. Умерла от тяжелой болезни.
Награждена орденом Ленина, медалями.